# توبياس فرانك
توبياس فرانك (بالألمانية: Tobias Frank)‏ هو لاعب هوكي الحقل ألماني، ولد في 5 أبريل 1958 في فورمس في ألمانيا.

## وصلات خارجية
- توبياس فرانك على موقع IMDb (الإنجليزية)

- توبياس فرانك على موقع أوليمبيديا (الإنجليزية)